# Tamengos
Tamengos é uma povoação portuguesa do município de Anadia que foi sede da extinta freguesia homónima, que tinha 8,16 km² de área e 1 602 habitantes (2011), e, por isso, uma densidade populacional de 196,3 hab/km².
A freguesia foi extinta em 2013, no âmbito de uma reforma administrativa nacional, tendo sido agregada às freguesias de Aguim e Óis do Bairro, para formar uma nova freguesia denominada União das Freguesias de Tamengos, Aguim e Óis do Bairro da qual é sede.
A estância turística da Curia situa-se em Tamengos. Existe um apeadeiro com o nome de Curia, servido por comboios regionais e suburbanos. Dispõe de um enorme e frondoso jardim (parque), hotéis e restaurantes.
As cidades de Anadia e Mealhada ficam a cerca de 5 km. Outras cidades relativamente perto: Aveiro, Águeda, Cantanhede, Oliveira do Bairro, Ílhavo, Gafanha da Nazaré, Coimbra, Santa Comba Dão ou Figueira da Foz.

## População
| População da freguesia de Tamengos | População da freguesia de Tamengos | População da freguesia de Tamengos | População da freguesia de Tamengos | População da freguesia de Tamengos | População da freguesia de Tamengos | População da freguesia de Tamengos | População da freguesia de Tamengos | População da freguesia de Tamengos | População da freguesia de Tamengos | População da freguesia de Tamengos | População da freguesia de Tamengos | População da freguesia de Tamengos | População da freguesia de Tamengos | População da freguesia de Tamengos |
| ---------------------------------- | ---------------------------------- | ---------------------------------- | ---------------------------------- | ---------------------------------- | ---------------------------------- | ---------------------------------- | ---------------------------------- | ---------------------------------- | ---------------------------------- | ---------------------------------- | ---------------------------------- | ---------------------------------- | ---------------------------------- | ---------------------------------- |
| 1864                               | 1878                               | 1890                               | 1900                               | 1911                               | 1920                               | 1930                               | 1940                               | 1950                               | 1960                               | 1970                               | 1981                               | 1991                               | 2001                               | 2011                               |
| 1.269                              | 1.548                              | 1.751                              | 1.561                              | 1.786                              | 1.939                              | 2.292                              | 2.483                              | 2.776                              | 2.684                              | 2.447                              | 2.699                              | 1.422                              | 1.623                              | 1.602                              |

Com lugares desta freguesia foi criada em 1989 a freguesia de Aguim
| Distribuição da População por Grupos Etários | Distribuição da População por Grupos Etários | Distribuição da População por Grupos Etários | Distribuição da População por Grupos Etários | Distribuição da População por Grupos Etários | Distribuição da População por Grupos Etários | Distribuição da População por Grupos Etários | Distribuição da População por Grupos Etários | Distribuição da População por Grupos Etários | Distribuição da População por Grupos Etários |
| -------------------------------------------- | -------------------------------------------- | -------------------------------------------- | -------------------------------------------- | -------------------------------------------- | -------------------------------------------- | -------------------------------------------- | -------------------------------------------- | -------------------------------------------- | -------------------------------------------- |
| Ano                                          | 0-14 Anos                                    | 015-24 Anos                                  | 25-64 Anos                                   | < 65 Anos                                    |                                              | 0-14 Anos                                    | 015-24 Anos                                  | 25-64 Anos                                   | < 65 Anos                                    |
| 2001                                         | 240                                          | 217                                          | 840                                          | 326                                          |                                              | 14,8%                                        | 13,4%                                        | 51,8%                                        | 20,1%                                        |
| 2011                                         | 214                                          | 149                                          | 860                                          | 379                                          |                                              | 13,4%                                        | 9,3%                                         | 53,7%                                        | 23,7%                                        |

## Património
- Conjunto - Palace Hotel da Curia, Challet Navega, Capela da Senhora do Livramento, Piscina Paraíso, garagem e Jardins.
- Cruzeiro
- Casa das Varandas
- Solar dos Amarais
- Capelas de Santa Isabel, de Nossa Senhora do Livramento, de Nossa Senhora da Saúde, de Santo Amaro e de São Lourenço
- Pensão Rosa
- Pinheiro da Curia
- Oratório do Senhor dos Aflitos
- Fonte do Vale da Bica